# Euphorbia boissierana
Euphorbia boissierana es una especie fanerógama perteneciente a la familia de las euforbiáceas. Es endémica de Transcaucasia hasta el Himalaya.

## Taxonomía
Euphorbia boissierana fue descrita por (Woronow) Prokh. y publicado en Flora URSS 14: 445. 1949.
Etimología
Euphorbia: nombre genérico que deriva del médico griego del rey Juba II de Mauritania (52 a 50 a. C. - 23), Euphorbus, en su honor – o en alusión a su gran vientre –  ya que usaba médicamente Euphorbia resinifera. En 1753 Carlos Linneo asignó el nombre a todo el género.
boissierana: epíteto otorgado en honor del botánico suizo Pierre Edmond Boissier (1810- 1885).
Sinonimia
- Euphorbia hypoleuca (Prokh.) Rech.f.
- Euphorbia virgata subsp. boissierana Prokh.
- Tithymalus boissierianus Woronow
- Tithymalus hypoleucus Prokh.[5]